# Cavares

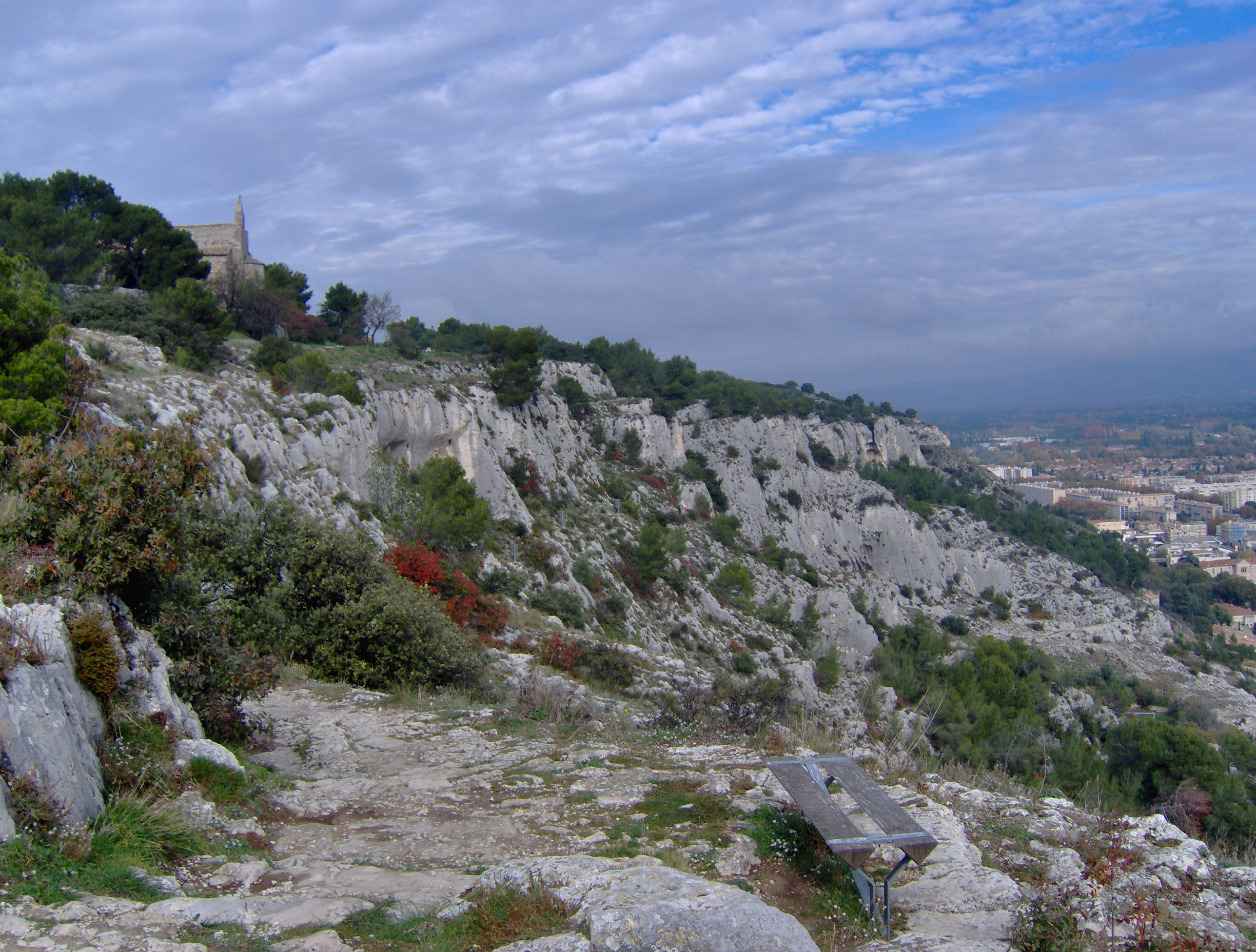
Un des oppidum des Cavares, la colline Saint-Jacques à Cavaillon

Les Cavares sont un ancien peuple celto-ligure – ou plus probablement fédération de peuples – du sud-est de la Gaule, qui occupait un territoire situé au confluent de la vallée du Rhône et de la Durance, comprenant les villes d'Orange (Arausio), Avignon (Avenio).
Ils possédaient notamment un oppidum proche de la ville de Cavaillon, en Vaucluse, à laquelle ils donnèrent leur nom.

## Histoire et archéologie

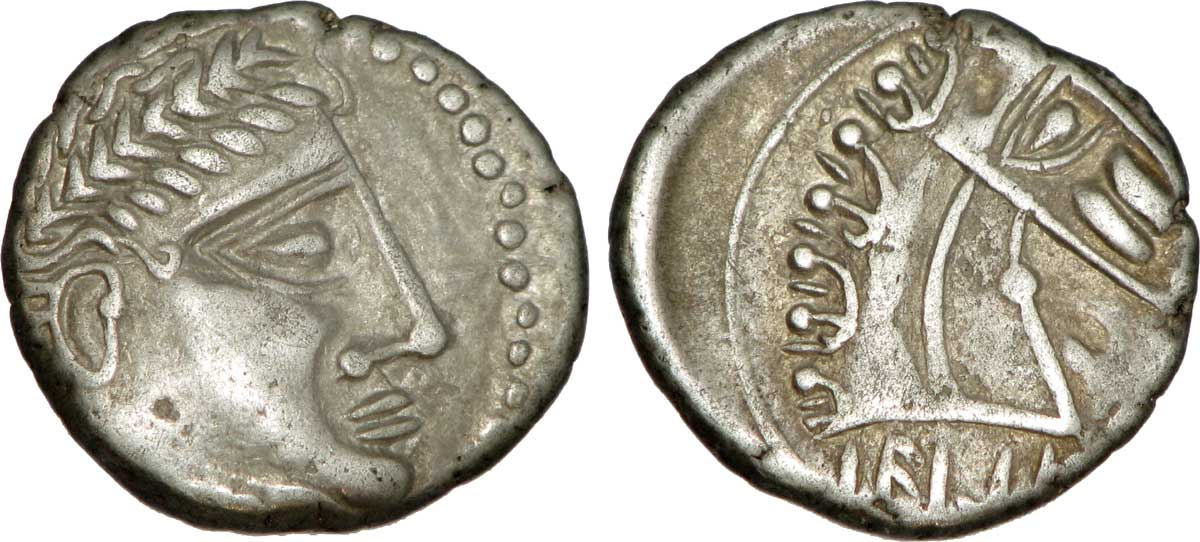
Denier au buste de cheval frappé par les Cavares.Date :

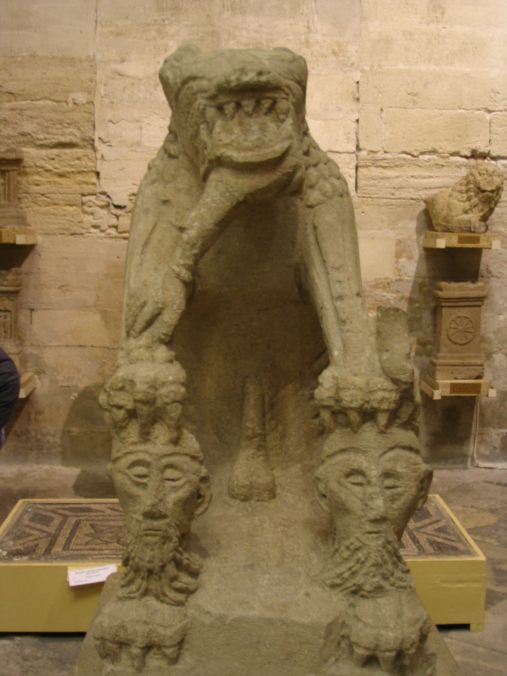
Dévoreuse d'hommes, la Tarasque de Noves de face en position ithyphallique, symbole du gué du Maupas

Ils semblent avoir été des alliés de Rome, puisque selon Strabon, les Cavares s'étendaient au Ier siècle avant notre ère jusqu'à l'Isère, englobant plusieurs peuples, dont semble-t-il les Segovellaunes et, peut-être, les Tricastins.
Cauares est considéré comme nom gaulois signifiant  «Héros, Champions", il est probablement lié au vieil irlandais Cuar «héros, champion du guerrier", gallois cawr et breton kaour "géant, héros".
Parmi les témoignages archéologiques attribués aux Cavares, la « Tarasque » de Noves est une statue célèbre, représentant une créature monstrueuse, anthropophage, qui est exposée au Musée Calvet d'Avignon (antenne du musée lapidaire).
Si le gué du Maupas  permit de franchir la Durance depuis la préhistoire, ce ne fut pas sans laisser de traces dans la mémoire collective. En 1849, lors du désouchage d'un mûrier, un monstre, la Tarasque de Noves a été exhumée à proximité du gué, par Joseph Joachin Meynard, dans un champ près du cimetière de cette commune. Elle reposait à 2,50 mètres de profondeur sur un sol de pierres brutes. Elle est datée entre -50 et le début de notre ère. Pour les Cavares, elle semblait témoigner d'une analogie entre le flot meurtrier du torrent au gué de Maupas et la férocité du monstre androphage.
Salomon Reinach, qui prenait cette Tarasque pour un lion, l'a ainsi décrite « La bête est assise sur son train de derrière. Sur chacune de ses pattes repose une tête barbue qui supporte une patte antérieure du fauve. La gueule du lion, largement ouverte, contenait probablement la partie inférieure d'un corps humain (le groupe est mutilé à cet endroit), car deux tronçons de bras humains, dont l'un est orné d'un bracelet, semblent avoir appartenu à ce corps ».
Les plus proches voisins des Cavares étaient les Salyens (oppidum d'Entremont à Aix-en-Provence) au sud, les Albiques (pays d'Apt) et les Voconces (Luc-en-Diois et Vaison-la-Romaine) au nord.

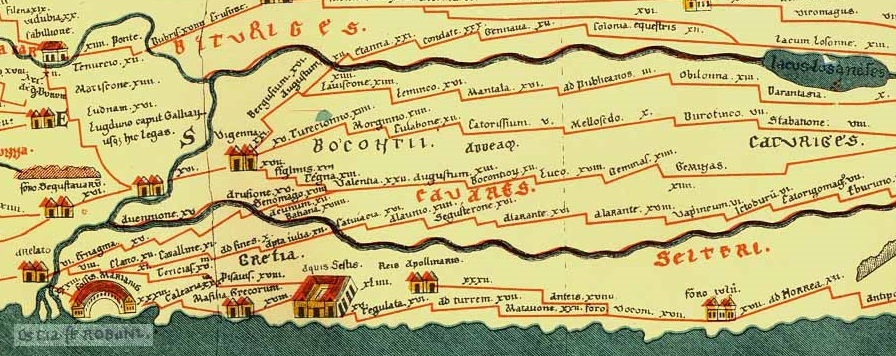
Le territoire des Cavares (au centre) sur la Table de Peutinger (fin du IVe s.)